# Wesselburen
Wesselburen é uma cidade da Alemanha localizada no distrito de Dithmarschen, estado de Schleswig-Holstein. Pertence ao Amt de Büsum-Wesselburen.
Até 25 de maio de 2008, Wesselburen era sede do antigo Amt de Kirchspielslandgemeinde Wesselburen, porém, não era membro.